# Steve Hood
Pour les articles homonymes, voir Hood.
Steve Hood, né le 4 avril 1968, à Gilroy, en Californie, est un ancien joueur américain de basket-ball. Il évolue au poste d'ailier.

## Palmarès
- Joueur de l'année de la Colonial Athletic Association 1990, 1991
- First-team All-CAA 1990, 1991
- McDonald's All-American 1986